# Justinus Sjuck Gerrold Juckema van Burmania Rengers
Justinus Sjuck Gerrold Juckema baron van Burmania Rengers (IJsbrechtum, 13 augustus 1773 – 's-Gravenhage, 28 november 1832) was een Nederlandse politicus.

## Familie
Van Burmania Rengers, lid van de familie Rengers, was een zoon van Egbert Sjuck Gerrold Juckema van Burmania Rengers (1745-1806) en Wilhelmina de Beyer. Hij werd bij besluit van 28 augustus 1814 samen met Bernard Walraad van Welderen Rengers benoemd in de Ridderschap van Friesland, met het predicaat jonkheer. Bij Koninklijk Besluit van 8 juli 1822 werd voor alle leden van het geslacht de titel van baron(es) erkend. Van Burmania Rengers trouwde met Henriëtte Jacoba van Andringa de Kempenaer. Uit dit huwelijk werden vijf zoons en vier dochters geboren.

## Loopbaan
Van Burmania Rengers studeerde Romeins en hedendaags recht aan de Franeker Hogeschool en promoveerde in 1793 op een proefschrift. Hij vervulde diverse bestuurlijke en politieke functies en was onder meer volmacht in de Staten van Friesland (1793-1795) en grietman van Franekeradeel (1794-1795). Na de Franse inval was hij enige tijd ambtsloos. In 1802 was hij raadsheer van het Hof van Friesland en werd later dat jaar raadsheer van het Gerechtshof van het departement Friesland (1802-1810).
Van 8 december 1807 tot 27 juli 1810 was hij lid van het Wetgevend Lichaam en van 19 februari 1811 tot 4 juni 1814 lid van het Keizerlijk Wetgevend Lichaam in Parijs. In 1814 was hij lid van de Vergadering van Notabelen en vervolgens lid van de Raad van State (1814-1832), daarnaast was hij lid van de Provinciale Staten van Friesland (1814-1824).
- Biografisch Portaal: 08550206
- Digitale Bibliotheek voor de Nederlandse Letteren: burm063
- Gemeinsame Normdatei: 1153845679
- International Standard Name Identifier: 0000 0003 9697 9964
- Nederlandse Thesaurus van Auteursnamen: 195302060
- Parlement.com: vg09llxvuyur
- Virtual International Authority File: 292011376
- WorldCat: E39PBJhmDTmYCqq7cV837rV3cP